# Giovanni Mercati (militare)
Giovanni Mercati (Podenzano, 14 marzo 1912 – Ciocihò, 19 ottobre 1937) è stato un militare e medico italiano, decorato con la medaglia d'oro al valor militare alla memoria nel corso delle grandi operazioni di polizia coloniale in Africa Orientale Italiana.

## Biografia
Nacque a Podenzano, provincia di Piacenza, il 14 marzo 1912, figlio di Carmelo e Maria Mercanti.
Arruolatosi nel Regio Esercito frequentò aa Scuola allievi ufficiali di complemento di Moncalieri uscendone con il grado di sottotenente dell'arma di fanteria nel 1934, assegnato al 21º Reggimento fanteria "Cremona". Nel settembre 1935 fu richiamato in servizio attivo a domanda e partì per l'Eritrea il mese successivo, sbarcando a Massaua il 31 ottobre destinato al XIX battaglione coloniale. Partecipò alle operazioni militari durante la guerra d'Etiopia, ottenendo il passaggio in servizio permanente effettivo per merito di guerra, e una medaglia di bronzo al valor militare a Passo Mecan nel marzo 1936. Rimasto in Africa Orientale Italiana dopo la fine della guerra, cadde in combattimento a Ciocihò il 19 ottobre 1937, nel corso di una della grandi operazioni di polizia coloniale e fu insignito della medaglia d'oro al valor militare alla memoria.

### Fonti
1. ↑  Gruppo Medaglie d'Oro al Valore Militare 1965, p. 266.
2. 1 2 3 4 5  Combattenti Liberazione.
3. ↑   Medaglia d'oro al valor militare Mercati, Giovanni, su quirinale.it, Quirinale. URL consultato l'11 febbraio 2023.
4. ↑  Registrato alla Corte dei conti li 20 marzo 1939, registro 4 Africa Italiana, foglio 242.